# Cania, Cantemir
Cania este un sat în partea de sud-vest a Republicii Moldova, în Raionul Cantemir. Este reședința (centrul) comunei Cania. Are o populație de 2.816 persoane dintre care 49,86% bărbați și 50,14% femei. Numele satului Cania provine de la o femeie pe nume Cana care avea o cârciumă la care veneau mulți drumeți.
Comuna Cania este situată pe râul Tigheci. În sat funcționează grădinița „Andrieș” și liceul teoretic „Ion Creangă”, în care învață peste 550 de elevi. De asemenea, Cania este localitatea de la care s-a dezvoltat orașul Cantemir în anii '70, fiind nod de legătură pentru căile de transport.

## Demografie

### Structura etnică
Structura etnică a satului Cania conform recensământului populației din 2004:
| Grup etnic                                               | Populație | % Procentaj  |
| -------------------------------------------------------- | --------- | ------------ |
| Băștinași declarați Moldoveni Băștinași declarați Români | 2627 24   | 93,29% 0,85% |
| Bulgari                                                  | 68        | 2,41%        |
| Ruși                                                     | 27        | 0,96%        |
| Ucraineni                                                | 26        | 0,92%        |
| Țigani                                                   | 24        | 0,85%        |
| Găgăuzi                                                  | 10        | 0,36%        |
| Alții                                                    | 10        | 0,36%        |
| Total                                                    | 2816      | 100%         |

## Religie
La 19 octombrie 2000, în comuna Cania (pe atunci în județul Cahul), un sobor de preoți ai Mitropoliei Basarabiei a sfințit piatra de temelie a viitoarei biserici-mausoleu din localitate. Lăcașul urma să fie zidit în memoria celor 26 mii de ostași ai Armatei Române căzuți în vara lui 1941, în bătălia de la Țiganca, Cahul, care au fost înhumați, în trei gropi comune: la Cania, la Iepureni și la Stoianovca.